# Harry Potter og det forbandede barn
Harry Potter og det forbandede barn (engelsk Harry Potter and the Cursed Child), nogle gange omtalt som Harry Potter og det forbandede barn - del et & to , er et todelt West End teaterstykker skrevet af Jack Thorne baseret på en original ny historie af Thorne, J.K. Rowling og John Tiffany. Forpremieren på stykket blev spillet 7. juni 2016 Palace Theatre, og dens officielle premiere blev 30. juli 2016. Manuskriptet til stykket, og ikke selve historien stykket bygger på, blev udgivet den 31. juni 2016, og blev dermed den ottende bog, der foregår i det magiske univers, og med særligt fokus på Harry James Potter og hans kampe i ufredstider i det magisk samfund i Storbritannien. Historien begynder 19 år efter begivenhederne i Harry Potter og Dødsregalierne og følger Harry Potter, der nu er ansat i Ministeriet for Magi, og hans søn Albus Severus Potter.
Ved Laurence Olivier Award, som uddeles til teater, opera og dans i London, i 2017 vandt stykket 9 ud af de i alt 26 priser, som blev uddelt, heriblandt den mest prestigefyldte "bedste nye teaterstykke".